# Byszki (rejon tarnopolski)
Byszki (ukr. Бишки, Byszky) – wieś na Ukrainie w rejonie tarnopolskim należącym do obwodu tarnopolskiego.
Miejsce zbrodni nacjonalistów ukraińskich.